# 沢昭典
沢 昭典（さわ あきのり、1971年6月19日 - ）は、東京都出身の元騎手・現調教助手。
父は元騎手・元調教師の沢峰次。

## 来歴
競馬学校6期生として江田照男・小原義之・北沢伸也・久保田英敬・玉ノ井健志・浜野谷憲尚・牧田和弥・村山明と同期になり、1990年3月にデビュー。
1年目の1990年は3月3日の中山第1競走4歳以上400万下・コウチキャッスル（10頭中5着）で初騎乗を果たし、4月28日の東京第4競走4歳未勝利・ケンミツルで初勝利を挙げる。初勝利翌日の29日にも東京第3競走4歳未勝利・ファイブテイオーで勝ち星を挙げて初の2日連続勝利を記録するが、1年目の同年はこの2勝に終わる。
2年目の1991年には同年初日となる1月5日の中山第5競走3歳新馬をサンシャインボーイ産駒ハレスガタで10番人気ながら勝利し、枠連が同年初の万馬券となっている。3月31日の中山では初の特別勝ちを含む初の1日2勝を挙げ、12月7日には大和田稔厩舎のミデオンヒーローでステイヤーズステークス4着に入り、翌8日の中山最終第12競走4歳以上900万下では13頭中13番人気のカネヨシジャガーで2着に逃げ粘って馬連4万馬券の波乱を演出。有馬記念が行われた同22日の中山で第1競走3歳未勝利をウインザーノット産駒シービーダイバー、最終第10競走4歳以上500万下をキヨヒダカ産駒タイフウヒダカで勝利。初の2桁で自身唯一の20勝台となる22勝をマークし、結局この年がキャリアハイとなるが、1993年まで3年連続2桁勝利を記録。
3年目の1992年には11月21日の東京第3競走3歳新馬でゴールドリュートに騎乗しステージチャンプをクビ差抑えて逃げ切り、1993年にはミスターシービー産駒の千葉産馬メイスポットで未勝利→500万下を連勝し、福島県産馬ハミングランで10月30日の福島第12競走4歳未勝利を勝利。
1994年には1月16日の中山第2競走4歳未勝利でチトセゼットに騎乗しオフサイドトラップの2着に入り、3月6日の中山第5競走4歳新馬では12頭中11番人気のカナカンテンウンでデュークグランプリに先着する2着に入って枠連・馬連万馬券の波乱を起こす。
1995年からは新潟戦7勝・福島戦5勝15勝をマークし、2000年まで6年連続2桁勝利を記録。
1996年にはナスケンエースで桜花賞・優駿牝馬に騎乗して自身唯一のクラシック出場を果たし、1997年4月26日の東京第10競走府中ステークスでは16頭中14番人気のカバティーナで勝利して枠連・馬連万馬券の波乱を起こす。
1998年には1月17日の中山第4競走4歳新馬・マジックローマンで通算100勝を達成し、9月6日の新潟第12競走4歳以上500万下を14頭中14番人気のホッカイラピタイで勝利して単勝・枠連・馬連万馬券の波乱を起こす。
1999年にはオグリキャップ産駒で母の母にロジータを持つローレルシュンランで未勝利→500万下を連勝し、2月6日の東京第4競走4歳未勝利で父アンバーシャダイ・母父カネミノブのオンワードアヘッドで単勝1.9倍のオジサンオジサンにハナ差逃げ切る。初年度は中央に2頭しかいなかったアズマイースト産駒の1頭で、母父にアズマハンターを持つイースタンナントでは8月1日の新潟第7競走4歳以上500万下を逃げ切って新馬戦以来の勝利を挙げた。
2000年には7月23日の福島第12競走ドイツ騎手招待（2）をタイキゼウスで勝利し、吉永正人厩舎のカリスタグローリ産駒ジーティースマイルで夏の札幌ダート1000mの新馬→500万下を逃げ切って連勝したが、同年に挙げた11勝が最後の2桁勝利となった。
2001年には父メジロマックイーン・母メジロマスキットのメジロシュナイダーで人馬共に障害初勝利を挙げ、同馬とのコンビで中山大障害にも挑戦したが、競走中止に終わっている 。
2002年には4月27日の東京第5競走障害4歳以上オープンでメジロアルダン産駒ガルフィンドリームに騎乗し、10頭中10番人気ながら単勝1.5倍のオンワードメテオにアタマ差勝利。7月28日の新潟第1競走3歳未勝利をフサイチコンコルド産駒ラブザビューで勝利するが、9月1日の新潟第8競走3歳以上500万下をホリスキー産駒ドゥーウィズウインで勝利したのが最後の勝ち星となる。
2004年にはトロットサンダー産駒テントップサンダーで新潟ジャンプステークスを14頭中14番人気ながら5着、高市圭二厩舎のメモリーオブヨークでも最後の重賞騎乗となった2007年の東京オータムジャンプで14頭中14番人気ながら5着に入った。
2007年11月11日の東京第4競走障害3歳以上未勝利・ゾーンモーメント（14頭中11着）が最後の騎乗となり、同年12月31日付で現役を引退。
引退後は沢厩舎の調教助手となり、沢厩舎の解散後は大竹正博厩舎を経て、現在は天間昭一厩舎の持ち乗り調教助手。

## 騎手成績
| 通算成績 | 1着 | 2着 | 3着 | 4着以下 | 出走回数 | 勝率 | 連対率 |
| -------- | --- | --- | --- | ------- | -------- | ---- | ------ |
| 平地     | 136 | 145 | 173 | 1926    | 2380     | .057 | .118   |
| 障害     | 2   | 10  | 12  | 151     | 175      | .011 | .069   |
| 計       | 138 | 155 | 185 | 2077    | 2555     | .054 | .115   |